# Lena (Illinois)
Lena es una villa ubicada en el condado de Stephenson en el estado estadounidense de Illinois. En el Censo de 2010 tenía una población de 2912 habitantes y una densidad poblacional de 431,11 personas por km².

## Geografía
Lena se encuentra ubicada en las coordenadas 42°22′42″N 89°49′17″O / 42.37833, -89.82139. Según la Oficina del Censo de los Estados Unidos, Lena tiene una superficie total de 6.75 km², de la cual 6.75 km² corresponden a tierra firme y (0%) 0 km² es agua.

## Demografía
Según el censo de 2010, había 2912 personas residiendo en Lena. La densidad de población era de 431,11 hab./km². De los 2912 habitantes, Lena estaba compuesto por el 98.45% blancos, el 0.14% eran afroamericanos, el 0.1% eran amerindios, el 0.21% eran asiáticos, el 0.17% eran isleños del Pacífico, el 0.21% eran de otras razas y el 0.72% pertenecían a dos o más razas. Del total de la población el 1.27% eran hispanos o latinos de cualquier raza.